# Hendzsán körzet

Baglán tartomány körzetei, Khinjan körzet jobbra lent, narancssárga színnel

Hendzsán körzet, másképp Khinjan (perzsául خنجان - Ḫenǧân) az afganisztáni Baglán tartomány déli részén, a Hindukus hegységben fekszik. Székhelye Hendzsán, lakosainak száma 24 ezer. A tádzsikok a lakosság 85%-át teszik ki, a többi pastu, hazara és üzbég. Délen, a Szálang-hágón halad át a Kabul–Kunduz főútvonal.
A lakosság körülbelül 5%-a írástudó, fő megélhetési forrása a mezőgazdaság. Mintegy 10%-a környékbeli hegyekbe jár fát vágni és azt eladja a piacon. Hendzsán területének ötven százalékát vonták mezőgazdasági termelésbe, 30 százalékát öntözik. Fő termények a búza és a rizs, jelentős még a zöldség- és kukoricatermelés. A terményre veszélyt jelent a sáskajárás és a szárazság. Kecskét, juhot és szarvasmarhát tenyésztenek, utóbbi jelentőségét növeli, hogy a szállításban nagy rész hárul az ökör vontatta szekerekre.